# Bessie Rischbieth

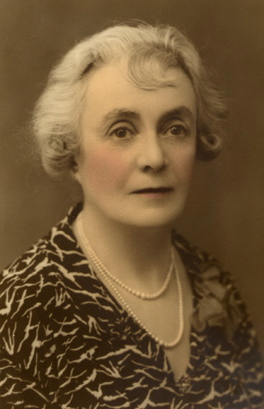
Bessie Rischbieth, handkolorierte Fotografie, 1940er Jahre.

Bessie Mabel Rischbieth, geborene Earle (* 16. Oktober 1874 in Adelaide, South Australia; † 13. März 1967 in Claremont, Perth, Western Australia) war eine einflussreiche und frühe australische Feministin und Sozialaktivistin. Sie war führendes oder Gründungsmitglied zahlreicher sozialer Reformgruppen wie der Women’s Service Guilds, der Australian Federation of Women Voters und deren Zeitschrift The Dawn und bemühte sich um internationale Kampagnen für sozialen Wandel und Menschenrechte.

## Leben
Rischbieth wurde als ältestes von sechs Kindern von William Earle und Jane Anna Earle, geborene Carvosso, geboren. Die Familie besaß in Burra, South Astralia, eine Farm. Rischbieth kehrte zusammen mit ihrer Schwester Olive nach Adelaide zurück, um ihre Schulausbildung fortzusetzen, und lebte bei ihrem Onkel William Benjamin Rounsevell, einem Politiker, der großen Einfluss auf die Entwicklung des sozialen Bewusstseins seiner Nichte hatte. Sie besuchte die Misses Stanton’s School in Aldelaider Vorort New Glenelg und die Advanced School for Girls in Adelaide. Im Haus des Onkels beteiligte sie sich an Debatten über aktuelle Themen wie die Föderation und die Emanzipation der Frauen. South Australia war der erste australische Staat, der Frauen das Wahlrecht gewährte (Constitutional Amendment (Adult Suffrage) Act 1894), so dass Rischbieth zu den ersten gehörte, die wählen konnte.
Am 22. Oktober 1898 heiratete sie einen Wollhändler, Henry Wills Rischbieth. Das Paar nach Western Australia und ließ sich in Peppermint Grove nieder. Von 1904 an wohnte Rischbieth bis zu ihrem Lebensende im Unalla House. Ihr Mann firmierte erfolgreich als Henry Wills & Co und florierte mit seinen lokalen Investitionen. Das Paar blieb kinderlos, was mit dazu führte, dass Rischbieth sich für Kinderfürsorge, soziale Reformen und die Frauenbewegung des frühen 20. Jahrhunderts engagierte.
Im Jahr 1906 gründeten Rischbieth und andere die Children’s Protection Society in Western Australia und traten 1909 den Women’s Service Guilds of Western Australia (WSG) bei.
Die Rischbieths reisten durch Japan und Indien und hielten sich 1908 in London auf. Das Frauenwahlrecht war zu dieser Zeit ein beherrschendes Thema in Großbritannien und Kundgebungen und Aktionen der Suffragetten wurde zunehmend militanter. Nachdem Rischbieth eine Rede von Emmeline Pankhurst von der Women’s Social and Political Union gehört hatte, schrieb sie an ihre Schwester: „[…] während ich zuhörte, fühlte ich, wie mein Rückgrat länger wurde, als ob man durch sie Mut und Freiheit gewonnen hätte“. Spätestens nachdem Rischbieth 1913 an einer Frauenwahlrechtskonferenz in London teilgenommen hatte, wurde sie über die WSG zu einer aktiven Feministin und half 1921 bei der Gründung der Australian Federation of Women’s Societies (AFWV), deren erste Präsidentin sie wurde.
1915 wurde sie zum ehrenamtlichen Mitglied des Perth Children’s Court ernannt und war dort fünfzehn Jahre lang als Richterin tätig. Sie war auch die erste Frau, die zur Friedensrichterin am Gericht von Perth ernannt wurde, nachdem sie sich erfolgreich dafür eingesetzt hatte, die noch bestehenden Gesetze zu ändern, die es Frauen untersagten, an diesem Gericht zu sitzen.
Ein 1915 von der Regierung Scaddan vorgeschlagenes Gesundheitsgesetz sorgte für heftige gesellschaftliche Auseinandersetzungen, da es eine obligatorische Benachrichtigung der Gesundheitsbehörden nach der Diagnose einer Geschlechtskrankheit vorsah, die während des Ersten Weltkriegs durch die zurückgekehrenden Soldaten stark zunahmen. Rischbieth, die WSG und die Women’s Christian Temperance Union argumentierten, dass dies die Frauen in ungerechter Weise treffen und ihren Ruf zerstören würde. Rischbieths WSG lehnte den Gesetzentwurf ab, während Edith Cowan, Roberta Jull und der National Council of Women ihn unterstützten. Diese Meinungsverschiedenheit führte zu einem bitteren Zerwürfnis zwischen verschiedenen Mitgliedern der Frauenbewegung in Western Australia und wurde auf internationaler Ebene ausgetragen, als Rischbieth 1923 eine Delegation zur Versammlung der International Woman Suffrage Alliance in Rom leitete. Dort kam es aufgrund der Differenzen zu Protesttelegrammen von Frauengruppen aus Western Australia und Victoria gegen Rischbieths Anspruch, alle australischen Frauen zu vertreten.
Rischbieth war eine australische Pionierin des Gedankens, dass „Mütter“ politische Subjekte sind, die besondere Rechte haben. Als die konservative Bundesregierung 1923 versuchte, die Mutterschaftsbeihilfe zu kürzen, kommentierte Rischbieth in ihrer Eigenschaft als Präsidentin der Australian Federation of Women’s Societies for Equal Citizenship: „Der Bundesschatzmeister hat mit Hilfe des Commonwealth-Komitees der British Medical Association anscheinend beschlossen, dass die derzeitige Mutterschaftsbeihilfe gestrichen werden muss, und sie schlagen eine alternative Regelung vor, die, wie behauptet wird, weniger kosten und mehr Nutzen bringen wird. All diese Regelungen scheinen konkrete Formen anzunehmen, ohne dass die Bundesbehörden auf die Idee kämen, die Zustimmung der Mütter Australiens einzuholen.“
Rischbieth war Vizepräsidentin der British Commonwealth League of Women seit deren Gründung 1925 und Gründungssekretärin der Western Australian Women Justices’ Association. Zusammen mit M. Chauve Collisson war sie Gründerin der Women’s Non-party Political Association. Im folgenden Jahr wurde sie Vorstandsmitglied der International Alliance of Women for Suffrage and Equal Citizenship. Im Jahr 1928 leitete sie die australische Delegation auf der Pan-Pazifik-Frauenkonferenz in Honolulu. Sie überzeugte die australische Regierung von Billy Hughes, eine Frau als stellvertretende Delegierte für die Teilnahme an der Vollversammlung des Völkerbunds in Genf 1922 zu ernennen, und war 1935 selbst stellvertretende Delegierte.
Zu den vielen Themen im Zusammenhang mit dem Wohlergehen von Kindern und Frauen, mit denen sich Rischbieth beschäftigte, gehörte auch das Wohlergehen der indigenen Bevölkerung. 1934 wandte sie sich an die Moseley Royal Commission und forderte eine Untersuchung der „gegenwärtigen anscheinenden Praxis, Kinder ab einem bestimmten Alter in die Missionsstationen der Regierung zu bringen und so den Eltern das Sorgerecht für ihre Kinder zu entziehen“. Sie wies Premierminister Joseph Lyons 1934 darauf hin, dass Australien als Unterzeichner des Völkerbundsvertrags eine Verantwortung gegenüber den Ureinwohnern übernommen habe. Der Briefwechsel zwischen ihr und der Aktivistin und Autorin Mary Montgomerie Bennett zeigt, dass sie sich stets für die Frauen und Kinder der Aborigines einsetzte.
Am 3. Juni 1935 wurde Rischbieth im Buckingham-Palast für ihre „Verdienste um die Frauenbewegung“ zum Member of the Order of the British Empire ernannt.
Von 1946 bis 1950 war Rischbieth erneut Präsidentin der Women’s Service Guilds of Western Australia (WSG). Die WSG war zu der Zeit eine konservativ ausgerichtete und politisch unabhängige Organisation, die Projekte wie ein Entbindungskrankenhaus auch für alleinstehende Frauen (das King Edward Memorial Hospital for Women), trotz weit verbreiteter Ablehnung vorantrieb. Die WSG gab eine Zeitschrift, Dawn, heraus, deren Gründungsredakteurin Rischbieth war und für die sie häufig Beiträge schrieb. Die Zeitschrift wurde trotz Papiermangels auch über den Weltkrieg hinaus publiziert, ab 1949 allerdings als The Dawn New-Sheet und ab 1952 als The Dawn Newsletter . Die WSG unter Rischbieth blieb eng mit den Friedensbewegungen der Zwischenkriegszeit verbunden.
1955 wurde sie zum Mitglied auf Lebenszeit der International Alliance of Women ernannt.
Trotz ihres hohen Bekanntheitsgrades kandidierte sie nie für ein politisches Amt. Sie unterstützte jedoch die erfolgreiche Kampagne von Edith Cowan und setzte sich häufig direkt für Bürgerrechte und Naturschutz ein. Zu ihren Korrespondenten gehörten die Premierminister Joseph Lyons, Robert Menzies und John Curtin. Ihre Position innerhalb des Establishments und der Bürgerrechtsbewegung verschaffte ihr ein offenes Ohr bei den Einflussreichen. Auf der anderen Seite war sie konservativ und überzeugt, dass Sozialreformen und Frauenrechte durch Gesetze und nicht durch Revolutionen erreicht werden müssten. Das brachte sie in Konflikt mit anderen Feministinnen, insbesondere mit Jessie Street, die Rischbieth für „zu links“ hielt. Rischbieth war ein Mitglied der theosophischen Bewegung, deren Aktivitäten im Australien der Nachföderationszeit sich mit dem feministischen und dem Naturschutz-Aktivismus überschnitten.
1964 veröffentlichte sie The March of Australian Women (1964), einen umfassenden Überblick über die australische feministische Bewegung, der ihre eigenen Aktivitäten nachzeichnet, jedoch nichts Autobiografisches enthält.
Rischbieth blieb bis ins hohe Altern in sozialen Fragen aktiv. In Erinnerung geblieben ist ihr symbolischer Protest gegen die Trockenlegung der Mounts Bay im Rahmen der Errichtung der Narrows Bridge, als sie 1964 im Alter von 85 Jahren in den Fluss stieg und Bulldozer daran hinderte, ihre Arbeit zu beginnen.
Rischbieth starb im Alter von 92 Jahren im Bethesda-Krankenhaus in Perth.

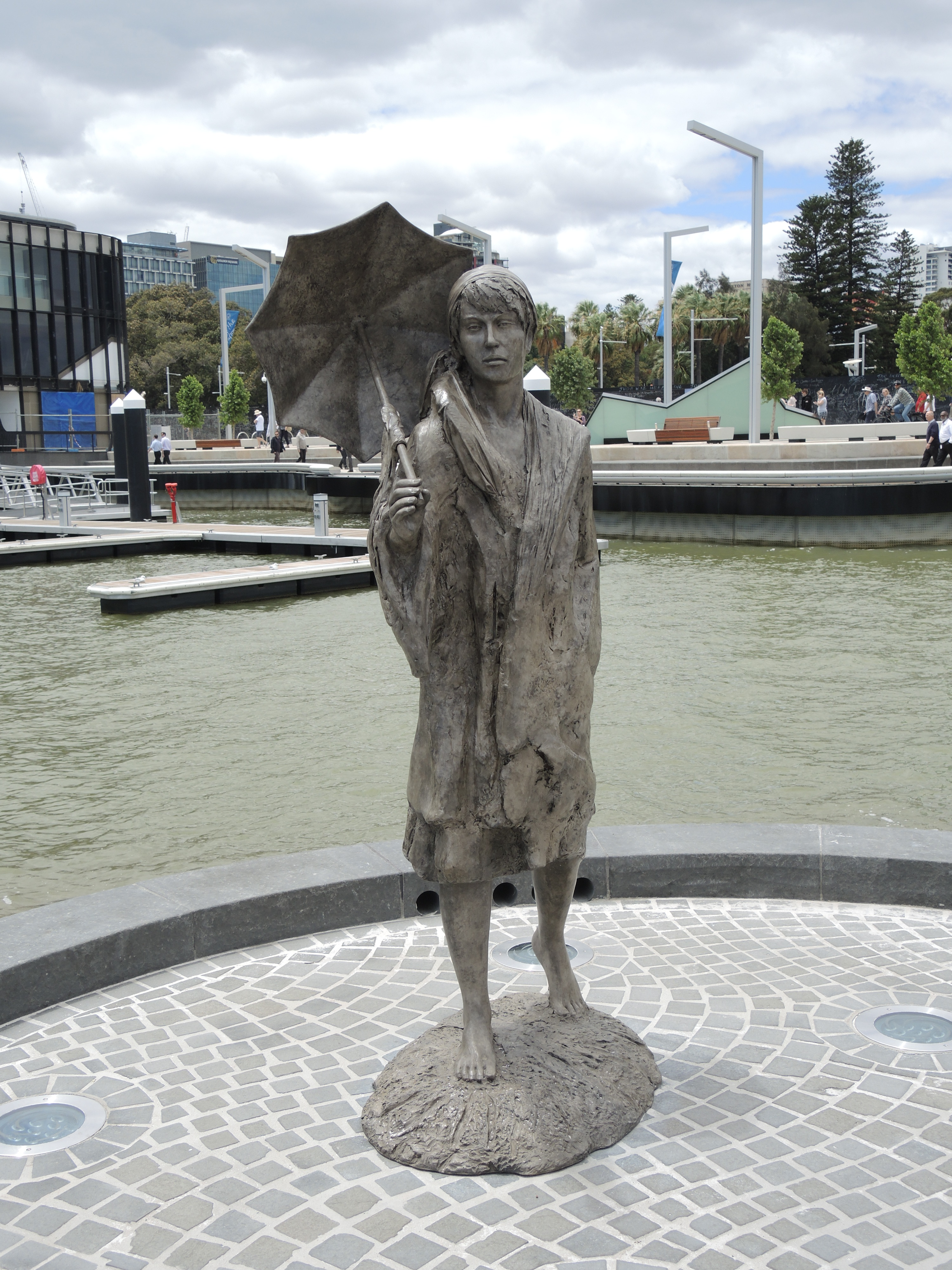
Statue von Bessie Rischbieth auf dem Elizabeth Quay, Perth
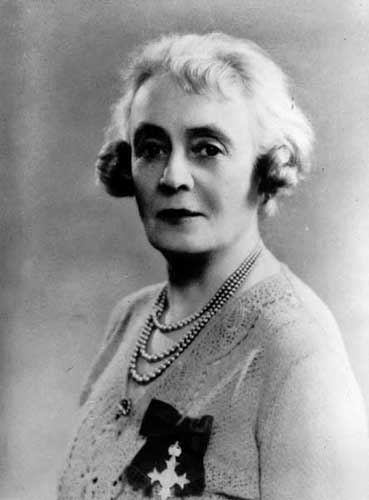
Bessie Rischbieth mit dem OBE, 1930er Jahre
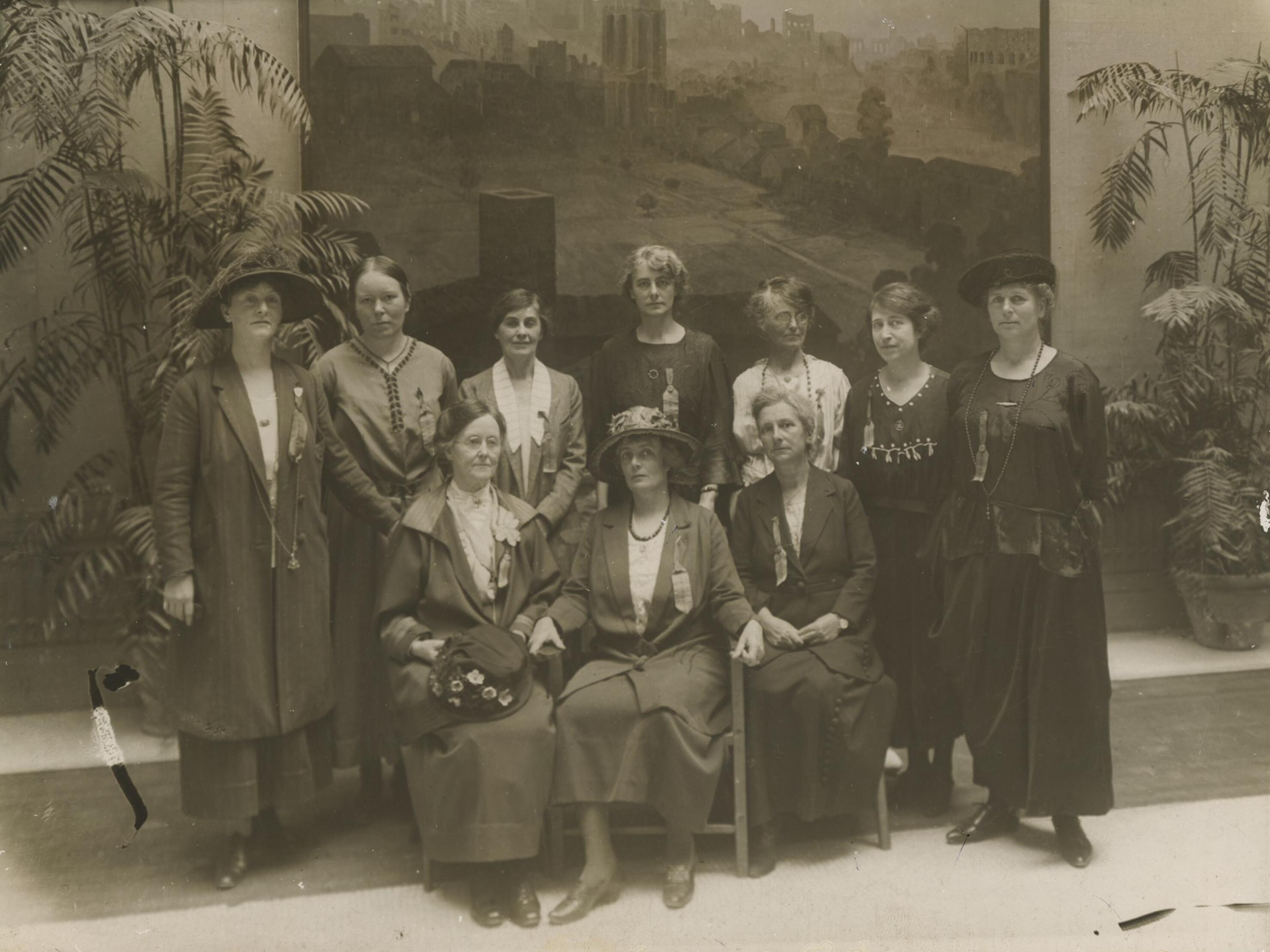
Kongress der International Woman Suffrage Alliance in Rom, 1923 (Australische Delegation, Rischbieth vorne mittig)
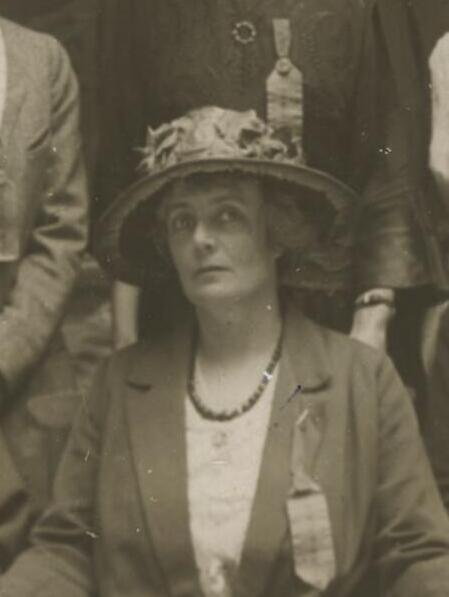
Bessie Rischbieth, Rom, 1923 (Ausschnitt der vorherigen Aufnahme)
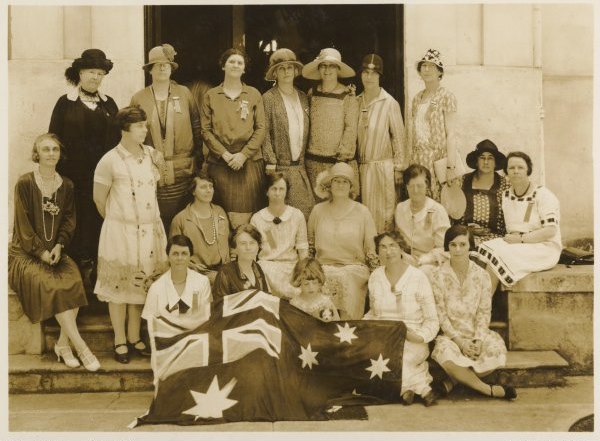
1. Pan-Pazifik-Frauenkonferenz in Honolulu, 1928 (Rischbieth in der hinteren Reihe mittig)
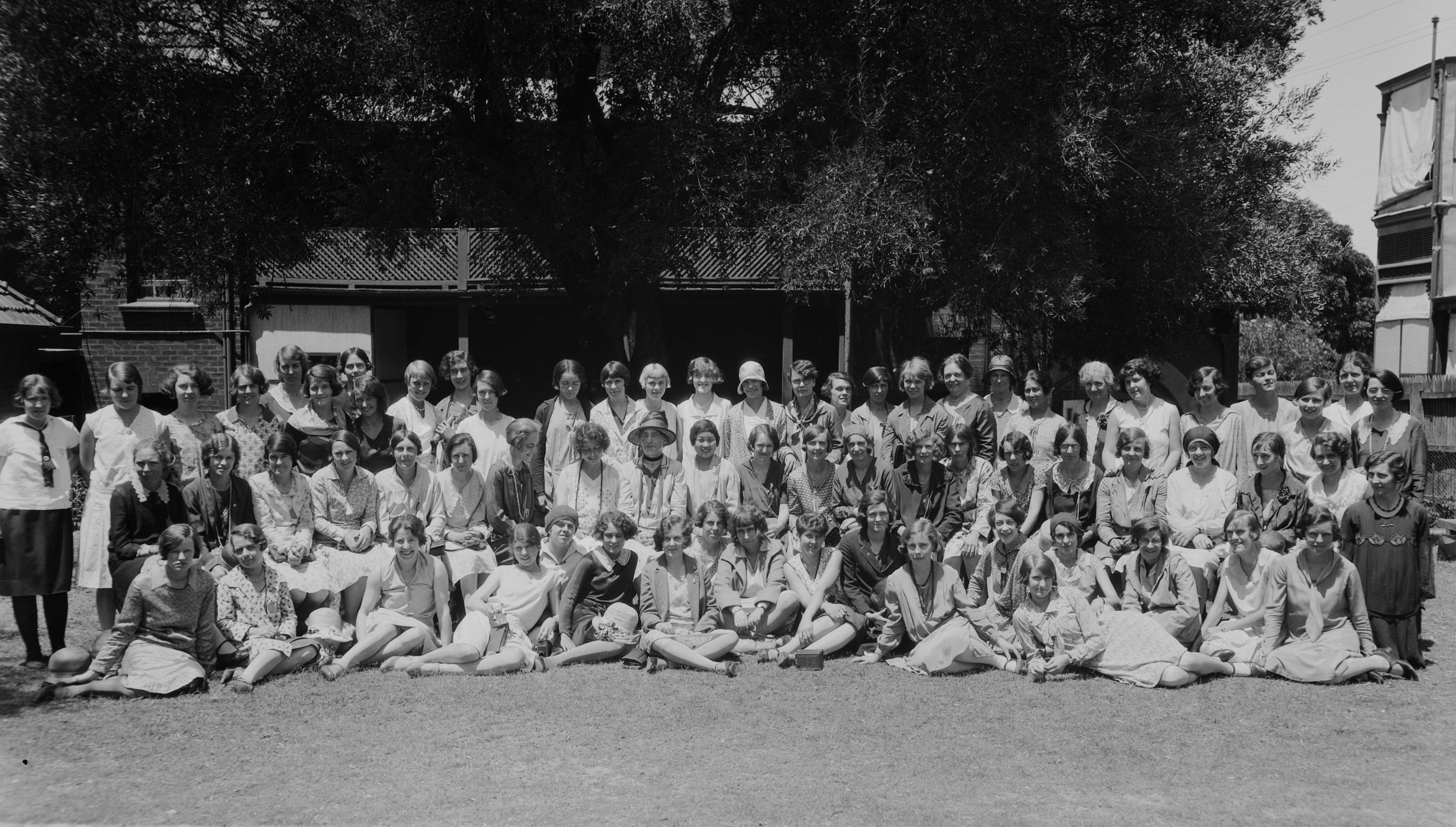
Treffen der Young Women’s Christian Association in Perth, Januar 1930 (Rischbieth in der Mitte, mit Brille)

## Nachleben
Eine umfangreiche Sammlung ihrer Papiere und anderer Materialien sowie Objekte im Zusammenhang mit Louie Cullen, die Rischbieth ermutigte, ihren Nachlass weiterzugeben, befindet sich im Besitz der National Library of Australia, der John Curtin Prime Ministerial Library und der State Library of Western Australia. Die National Library of Australia startete im Juni 2016 einen Crowdfunding-Aufruf zur Digitalisierung ihrer Papiere.
Im Jahr 2001 wurde sie posthum in die Victorian Honour Roll of Women des australischen Bundesstaats Victoria aufgenommen.
Im Jahr 2016 wurde eine Statue von ihr auf dem Gelände der ehemaligen Perth Esplanade, dem heutigen Elizabeth Quay, aufgestellt. Die Statue verweist auf ihren Widerstand gegen die Aufschüttung der Mounts Bay.
Rischbieth wird immer wieder in der Liste der 100 einflussreichsten Frauen des West Australian genannt, zuletzt 2023.
Ein Preis des Conservation Council of Western Australia, einer Umweltorganisation, trägt ihren Namen. Der Rischbieth Crescent im Australian Capital Territory ist ihr zu Ehren benannt.